# Irandhir Santos
Irandhir Santos est un acteur brésilien né le 22 août 1978, à Barreiros dans l'état du Pernambouc.

## Filmographie

### Cinéma
- 2005 : Cinéma, aspirines et vautours (Cinema, aspirinas e urubus) de Marcelo Gomes : Manoel
- 2006 : Le Marais des bêtes (Baixio das bestas) de Claudio Assis : Maninho
- 2007 : Amigos de risco de Daniel Bandeira : Joca
- 2008 : A vida é curta (court métrage) de Leo Falcão
- 2009 : Olhos azuis de José Joffily : Nonato
- 2009 : Besouro de João Daniel Tikhomiroff : Noca de Antônia
- 2009 : Viajo porque Preciso, Volto porque Te Amo de Karim Aïnouz et Marcelo Gomes
- 2010 : Quincas berro d'agua de Sergio Machado : Cabo Martin
- 2010 : Troupe d'élite 2 (Tropa de elite 2) de José Padilha : Diogo Fraga
- 2010 : O senhor do labirinto de Geraldo Motta
- 2011 : A Febre do Rato de Cláudio Assis : Zizo
- 2011 : A hora e a vez de Augusto Matraga de Vinicius Coimbra : Quim
- 2012 : Les Bruits de Recife (O som ao redor) de Kleber Mendonça Filho : Clodoaldo
- 2013 : Tatuagem de Hilton Lacerda : Clécio
- 2013 : Deixem Diana em Paz (court métrage) de Julio Cavani : l'ami (voix)
- 2014 : A historia da eternidade de Camilo Cavalcante : João
- 2014 : Obra de Gregorio Graziosi :
- 2014 : Permanência de Leonardo Lacca : Ivo
- 2014 : Absence (Ausência) de Chico Teixeira : Ney
- 2014 : A luneta do tempo d'Alceu Valença : Lampião
- 2016 : Aquarius de Kleber Mendonça Filho : Roberval
- 2016 : Redemoinho de José Luiz Villamarim : Luzimar
- 2017 : O animal cordial de Gabriela Amaral : Djair
- 2019 : Piedade de Claudio Assis : Omar Sharif
- 2019 : Fim de festa d'Hilton Lacerda : Breno
- 2021 : A mesma parte de um homem d'Ana Johann : Luis
- 2021 : Enquanto o céu não me espera de Cristiane Garcia : Vicente

### Télévision
- 2007 : La Pierre du royaume (A pedra do reino) (mini-série télévisée) de Luiz Fernando Carvalho : Quaderna
- 2014 : Amores roubados (mini-série télévisée) de José Luiz Villamarim : João da Silva
- 2014 : Meu pedacinho de chão (série télévisée) : Zelão
- 2016 : Velho Chico (série télévisée) : Bento des anges
- 2017 : Dois irmãos (mini-série télévisée) de Luiz Fernando Carvalho : Nael
- 2018 : Onde nascem os fortes (série télévisée) : Samir
- 2019-2021 : Amor de mãe (série télévisée) : Alvaro da Nobrega
- 2022 : Un amour sauvage (Pantanal) (série télévisée) : José Lucas
- 2024 : Guerreiros do sol (série télévisée) : Arduino